# Capela de Nossa Senhora das Mercês
A Capela de Nossa Senhora das Mercês é um templo católico da cidade de Tiradentes, no Brasil, construído em estilo Barroco/Rococó e tombado em nível nacional pelo IPHAN.

## Histórico

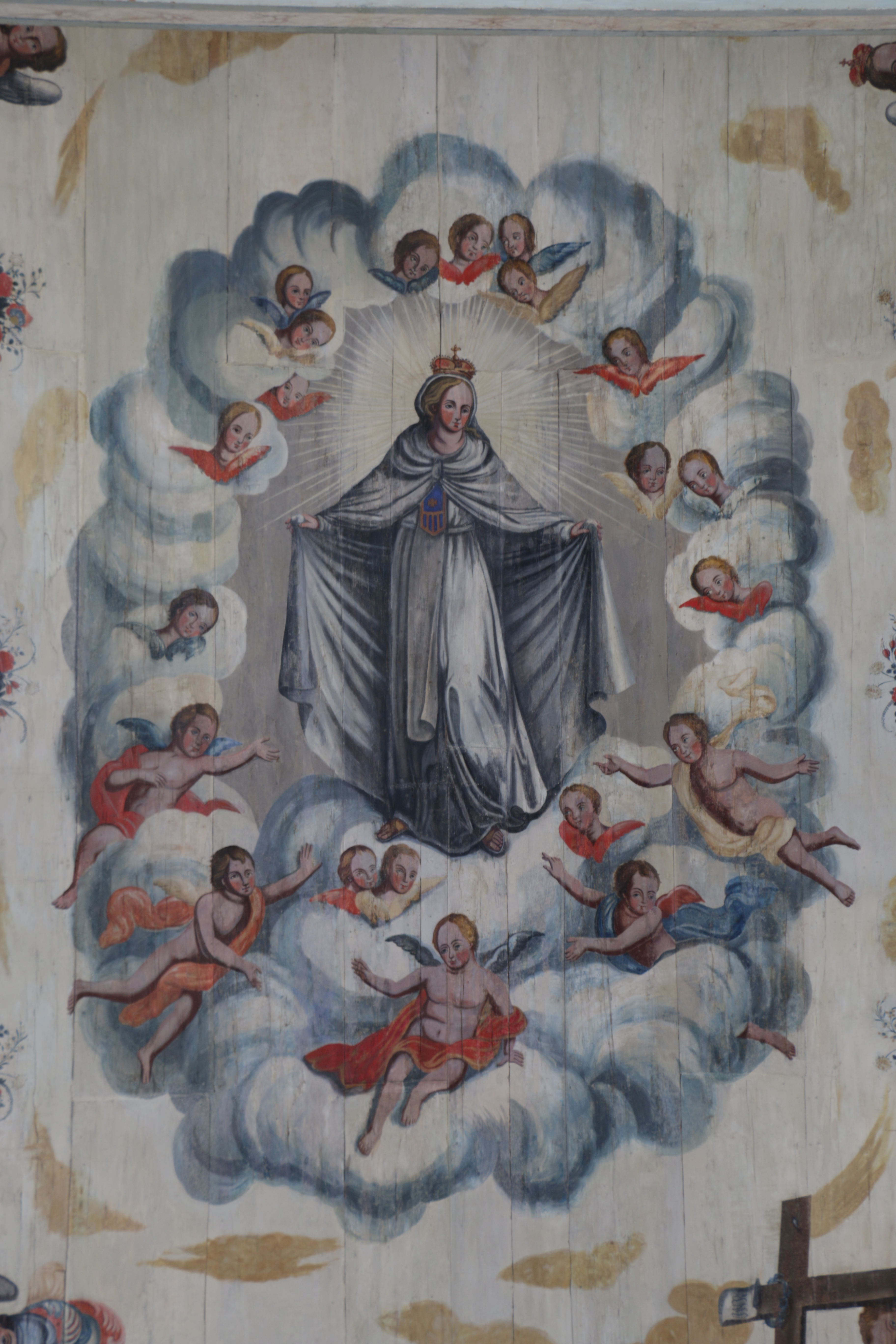
Pintura no teto da nave.

A data de sua construção é desconhecida. Em 14 de dezembro de 1756 foi fundada a Irmandade de Nossa Senhora das Mercês dos Pretos Crioulos, e em 1789 já se fazia referência ao seu consistório, que provavelmente estava instalado em uma capela própria. No entanto, só existem referências diretas à capela depois de 1800, e em 1807 sem dúvida já estava em funcionamento, uma vez que neste ano ela recebeu a Procissão dos Passos, mas ao que parece ainda não estava completa. Em 1824 já há notícias sobre seu altar entalhado e a pintura do teto. Um pagamento foi feito em 1808 ao mestre entalhador José Morais Pereira, mas não é declarado que obra ele realizou. Tampouco se sabe o que foi feito nas obras levadas a cabo entre 1807 e 1820, somente é conhecido que incluíram trabalhos de carpintaria e intervenções do teto. Manoel Victor de Jesus responsabilizou-se pela pinturas do teto, aparentemente concluindo-as em 1821, além da pintura de um azulejo na capela-mor, credências e uma bandeira da Irmandade. Jerônimo José de Vasconcelos realizou a pintura do óculo entre 1829 e 1830. O assoalho primitivo foi instalado entre 1821 e 1823, mas em 1969 foi substituído. Os púlpitos foram obra de Joaquim Moreira da Silva, datados de c. 1824 e pintados em 1845 por Severino de Almeida Souza. O adro só foi terminado no século XX. Um restauro amplo foi realizado pelo IPHAN entre 1960 e 1961, reconstruindo o frontão que havia desabado e realizando a recuperação do teto, e uma outra grande restauração foi feita em anos recentes.
A fachada é larga e simétrica, com o corpo da capela ladeado por duas extensões cobertas por telhado em uma água. O bloco central tem uma porta única com verga em arco abatido, sem ornamentos. Sobre ela se abrem dois janelões com balaustradas, também com verga em arco abatido. Uma cimalha estreita separa o bloco do frontão sinuoso com laterais em volutas, encimado por uma cruz e duas pinhas. Duas outras pinhas coroam as volutas. No centro há um óculo redondo, e sobre ele um brasão da Ordem coroado e florões e dois querubins nas laterais. Os volumes laterais da capela apresentam um janelão cada um, idênticos aos do bloco central. Uma seteira no bloco da direita situa-se debaixo do janelão, que é vazado e serve como campanário. A base do edifício tem uma faixa em pedra aparelhada aparente em toda a sua extensão.
O interior possui apenas um altar-mor, em estilo Rococó, policromado e dourado por Manoel Victor de Jesus, com decoração em rocalhas, flores e marmoreados, talha em aplique e coroamento em arco pleno e tarja. O arco do cruzeiro tem talha dourada e policromada, com ampla sanefa e tarja com armas da Ordem. São dignos de nota também a bela estátua da padroeira no altar-mor, algumas alfaias, a balaustrada torneada do século XX e as pinturas de Manoel Victor de Jesus nos tetos da capela-mor e da nave. Na capela-mor o teto é dividido em caixotões, com cenas da Ladainha da Virgem. Na nave é representada Nossa Senhora das Mercês com os braços abertos, rodeada de nuvens e anjos. Nas laterais corre um parapeito em perspectiva ilusionística com figuras de santos e anjos.